# Allobates femoralis
Allobates femoralis é uma espécie de anuro da família Aromobatidae.
É encontrado na Bolivia, Brasil, Colombia, Equador, Guiana Francesa, Guiana, Peru, e Suriname.
Seus habitats naturais são florestas subtropicais ou tropicais úmidas de baixa altitude, pântanos de água doce intermitentes e florestas secundárias altamente degradadas.